# خورخي بافا
خورخي بافا (بالإسبانية: Jorge Bava)‏ هو لاعب كرة قدم أوروغواياني وأرجنتيني في مركز حراسة المرمى، ولد في 2 أغسطس 1981 في مونتيفيديو في الأوروغواي. شارك مع منتخب الأوروغواي تحت 23 سنة لكرة القدم ومنتخب الأوروغواي لكرة القدم. أما مع النوادي، فقد لعب مع بنيارول وبيلا فيستا وجوفينتود وروزاريو سنترال ونادي أطلس ونادي ليبرتاد ونادي ليفربول وناسيونال مونتيفيديو.

## وصلات خارجية
- خورخي بافا على موقع الدوري الأمريكي (الإنجليزية)
- خورخي بافا على موقع إي إس بي إن إف سي (الإنجليزية)
- خورخي بافا على موقع قاعدة بيانات كرة القدم.إي يو (الإنجليزية)
- خورخي بافا على موقع Soccerbase.com (لاعب) (الإنجليزية)
- خورخي بافا على موقع Soccerway.com (الإنجليزية)
- خورخي بافا على موقع عالم كرة القدم.نت (الإنجليزية)
- خورخي بافا على موقع AS.com (الإسبانية)